# Aleksandar Radovanović
Aleksandar Radovanović (Šabac, 11 de noviembre de 1993) es un futbolista serbio que juega como defensa en el Real Zaragoza de la Segunda División de España.

## Trayectoria

### Mačva Šabac
Nacido en Šabac, Radovanović inicio en el Mačva, donde se formó en las categorías juveniles. Se unió al primer equipo en el 2010-11, haciendo 6 apariciones en la Liga Serbia Oeste. Durante la temporada siguiente, Radovanović hizo 23 apariciones en la liga como suplente y también marcó su primer gol en la liga serbia con el Mačva. Después de ser promovido del equipo juvenil, Radovanović continuó jugando con el primer equipo y durante la temporada 2012-13 de la Liga Oeste de Serbia fue utilizado 4 veces en el campo. Como en cada una de las dos temporadas anteriores, Radovanović también anotó una vez en la temporada 2013-14, durante el partido contra Rudar Kostolac. Después de que el club ascendiera a la Prva Liga Srbija en el verano de 2014, Radovanović comenzó una nueva temporada como central titular, pero se perdió algunos partidos debido a una lesión que sufrió en el partido de la jornada 12 contra el Kolubara. Jugó 23 partidos de liga hasta el final de la temporada 2014-15. En verano de 2015, dejó el club.

### OFK Beograd
En el verano de 2015, Radovanović se unió al OFK Belgrado de la Superliga de Serbia, pero se perdió el comienzo de la temporada 2015-16 debido a problemas administrativos. Firmó contrato con la OFK Beograd bajo el entrenador Dragoljub Bekvalac en 16 partidos fijos de la temporada, contra el Estrella Roja de Belgrado. Durante la temporada, Radovanović hizo 15 apariciones en la liga en total, dando una asistencia a Vuk Martinović en el partido de 27 partidos para la victoria por 1-0 contra Vojvodina.

### Spartak Subotica
Después de pasar un período de prueba, jugando partidos de pretemporada con el Spartak Subotica, Radovanović se unió oficialmente al club en julio de 2016 en un contrato de tres años. Hizo su debut en el club como central en el partido inaugural de la Superliga de Serbia 2016-17 contra el Voždovac, junto con Nemanja Ćalasan. Radovanović marcó su primer gol en la Superliga en la octava jornada de la misma temporada contra Javor Ivanjica, disputado el 10 de septiembre de 2016. En su primera temporada con el Spartak, Radovanović acumuló 31 apariciones con 1 gol en todas las competiciones en total con el entrenador Andrey Chernyshov. Radovanović anotó su segundo gol en la Superliga con el Spartak en 4 partidos de la temporada 2017-18, contra Javor Ivanjica. Radovanović también anotó un doblete en la victoria por 4-2 sobre Radnički Niš. Radovanović convirtió el penalti en el partido contra Borac Čačak el 19 de noviembre de 2017, que fue su cuarto gol de la temporada.

### Vojvodina
El 22 de enero de 2018, Radovanović firmó contrato de dos años con Vojvodina. Ascendió oficialmente en el club por el director deportivo Saša Drakulić, eligiendo usar la camiseta número 66, previamente encargada a Joseph Bempah, que también la usó en el club anterior. Radovanović hizo su debut en el club con el entrenador Ilija Stolica en la victoria por 2-0 sobre el Voždovac el 17 de febrero de 2018. Radovanović acumuló 11 partidos de Superliga para el Vojvodina hasta el final de la temporada, anotando un solo gol en la victoria por 2-1 sobre el Partizan el 29 de abril de 2018.

### Lens
El 26 de junio de 2018, Radovanović firmó contrato de cuatro años con Lens, y la tarifa de transferencia se informó extraoficialmente como 750 000 €. Usará la camiseta número 26 en el club.

### Kortrijk
Entre las temporadas 2020-21 y 2023-2024, Radovanović jugará en el KV Kortrijk belga, con un breve periplo en el Austin FC de la liga americana. 

### Real Zaragoza
El 23 de julio de 2025, se anuncia su ficha por el Real Zaragoza para las dos siguientes temporadas, tras rescindir el contrato que tenía con la UD Almería.

## Estadísticas
| Club             | Temporada     | Liga          | Liga  | Liga  | Copa  | Copa  | Copa de la Liga | Copa de la Liga | Continental | Continental | Otros | Otros | Total | Total |
| Club             | Temporada     | División      | Part. | Goles | Part. | Goles | Part.           | Goles           | Part.       | Goles       | Part. | Goles | Part. | Goles |
| ---------------- | ------------- | ------------- | ----- | ----- | ----- | ----- | --------------- | --------------- | ----------- | ----------- | ----- | ----- | ----- | ----- |
| Mačva Šabac      | 2010–11       | Liga Oeste    | 6     | 0     | —     | —     | —               | —               | —           | —           | —     | —     | 6     | 0     |
| Mačva Šabac      | 2011–12       | Liga Oeste    | 23    | 1     | —     | —     | —               | —               | —           | —           | —     | —     | 23    | 1     |
| Mačva Šabac      | 2012–13       | Liga Oeste    | 4     | 1     | —     | —     | —               | —               | —           | —           | —     | —     | 4     | 1     |
| Mačva Šabac      | 2013–14       | Liga Oeste    | 9     | 1     | —     | —     | —               | —               | —           | —           | —     | —     | 9     | 1     |
| Mačva Šabac      | 2014–15       | Primera Liga  | 23    | 0     | —     | —     | —               | —               | —           | —           | —     | —     | 23    | 0     |
| Mačva Šabac      | Total         | Total         | 65    | 3     | —     | —     | —               | —               | —           | —           | —     | —     | 65    | 3     |
| OFK Belgrado     | 2015–16       | Superliga     | 15    | 0     | 0     | 0     | —               | —               | —           | —           | —     | —     | 15    | 0     |
| Spartak Subotica | 2016–17       | Superliga     | 30    | 1     | 1     | 0     | —               | —               | —           | —           | —     | —     | 31    | 1     |
| Spartak Subotica | 2017–18       | Superliga     | 15    | 4     | 1     | 0     | —               | —               | —           | —           | —     | —     | 16    | 4     |
| Spartak Subotica | Total         | Total         | 45    | 5     | 2     | 0     | —               | —               | —           | —           | —     | —     | 47    | 5     |
| Vojvodina        | 2017–18       | Superliga     | 11    | 1     | 0     | 0     | —               | —               | —           | —           | —     | —     | 11    | 1     |
| Lens             | 2018–19       | Ligue 2       | 16    | 0     | 0     | 0     | 1               | 0               | —           | —           | —     | —     | 17    | 0     |
| Total carrera    | Total carrera | Total carrera | 152   | 9     | 2     | 0     | 1               | 0               | —           | —           | —     | —     | 155   | 9     |